# DWG
DWG — (від англ. drawing — креслення) бінарний формат файлу, який використовується для зберігання двомірних (2D) і тривимірних (3D) проектних даних і метаданих. Є основним форматом для деяких САПР програм (пряма підтримка — наприклад, AutoCAD, nanoCAD, IntelliCAD та його варіацій, Caddie). Формат DWG підтримується багатьма САПР програмами побічно: тобто дані з одного формату даних переміщуються в іншій через функції імпорт-експорт. Формати .bak («drawing backup» — резервна копія креслення), .dws («drawing standards» — стандарти креслення), .dwt («drawing template» — шаблон креслення) i .sv$ («temporary automatic save» — тимчасове автоматичне збереження) також є форматом DWG.

## Історія DWG-формату
DWG був основним форматом файлів для продукту Interact CAD, який розроблювався Майком Ріддлом (Mike Riddle) наприкінці 1970-х, і згодом ліцензований компанією Autodesk в 1982 як основний формат для AutoCAD. З 1982 по 2009 Autodesk випускає версії AutoCAD, які породжували не менше 18-ти варіацій формату файлу DWG, жоден з яких не описаний в офіційно опублікованої документації.
Швидше за все формат DWG є найпоширенішим форматом для зберігання САПР креслень. За оцінками компанії Autodesk за станом на 1998 таких файлів існувало не менше двох мільярдів.
Існує кілька позовів на право володіння форматом DWG. Перш за все з боку компанії Autodesk, яка спроектувала, розвинула і використовує DWG формат як основний формат зберігання даних для своїх САПР застосунків. Autodesk продає бібліотеки читання/запису (називаючи їх RealDWG) під обмеженою ліцензією (не дозволяє використовувати її в конкуруючих додатках). Кілька компаній намагаються обійти обмеження формату RealDWG, пропонуючи програмні бібліотеки для читання та запису файлів, сумісними з DWG-файлами Autodesk. Найуспішніший в цьому некомерційний консорціум Open Design Alliance, утворений в 1998 році групою розробників (в тому числі конкурентами Autodesk), який випустив бібліотеки для читання/запису/перегляду під назвою OpenDWG Toolkit (беруть свій початок з бібліотек MarComp AUTODIRECT — стверджується, що ODA повністю переписала і оновила той код).
У 2008 році Free Software Foundation заявив про необхідність заміни закритого DWG формату відкритим, розмістивши розділ «Заміна бібліотек OpenDWG» («Replacement for OpenDWG libraries») на десяте місце у своєму списку «Найнеобхідніші Проекти Вільного ПЗ» (High Priority Free Software Projects). Наприкінці 2009 були створені бібліотеки GNU LibreDWG, які поширюються під ліцензією GNU GPLv3. Попри те, що вони досі знаходяться в розробці, вони дозволяють читати велику частину DWG файлів з версії R13 аж до 2004 року. Ні RealDWG, ні DWGdirect не поширюються під ліцензією сумісною з GNU GPL чи схожою на вільне програмне забезпечення.
У 1998 році компанія Autodesk додала в AutoCAD R14.01 функцію DWGCHECK для перевірки файлу. Функція розшифровує контрольну суму файлу і код продукту, при записуванні в DWG файл (компанія Autodesk називає це «водяним знаком»). У 2006 році після численних запитів користувачів, які скаржаться на помилки і несумісність з «нерідними» DWG файлами, Autodesk змінила AutoCAD 2007, включивши технологію «TrustedDWG». Функція вбудовувала у створюваний DWG файл текстовий рядок: «Autodesk DWG. This file is a Trusted DWG last saved by an Autodesk application or Autodesk licensed application.». Дане повідомлення допомагає користувачам програмних продуктів Autodesk визначати чи був файл створений у продуктах Autodesk або програмах, що використовують RealDWG, скорочуючи ризик роботи з несумісним форматом. AutoCAD виводить повідомлення, яке попереджає про потенційні проблеми, якщо користувач відкриває DWG файл версії 2007 року, який не містить цього текстового рядка.
У 2008 році Autodesk і Bentley Systems прийшли до угоди з обміну бібліотеками, в тому числі і бібліотеками Autodesk RealDWG, для підвищення якості підтримки форматів DWG і DGN. Окрім того обидві компанії будуть розвивати сумісність своїх програм в області архітектури та будівництва у вигляді двосторонньої підтримки Application Programming Interfaces (API).

## Версії формату
| Версія     | Внутрішні позначення | Відповідна версія AutoCAD                                            |
| ---------- | -------------------- | -------------------------------------------------------------------- |
| DWG R1.0   | MC0.0                | AutoCAD Release 1.0                                                  |
| DWG R1.2   | AC1.2                | AutoCAD Release 1.2                                                  |
| DWG R1.40  | AC1.40               | AutoCAD Release 1.40                                                 |
| DWG R2.05  | AC1.50               | AutoCAD Release 2.05                                                 |
| DWG R2.10  | AC2.10               | AutoCAD Release 2.10                                                 |
| DWG R2.21  | AC2.21               | AutoCAD Release 2.21                                                 |
| DWG R2.22  | AC1001, AC2.22       | AutoCAD Release 2.22                                                 |
| DWG R2.50  | AC1002               | AutoCAD Release 2.50                                                 |
| DWG R2.60  | AC1003               | AutoCAD Release 2.60                                                 |
| DWG R9     | AC1004               | AutoCAD Release 9                                                    |
| DWG R10    | AC1006               | AutoCAD Release 10                                                   |
| DWG R11/12 | AC1009               | AutoCAD Release 11, AutoCAD Release 12                               |
| DWG R13    | AC1012               | AutoCAD Release 13                                                   |
| DWG R14    | AC1014               | AutoCAD Release 14                                                   |
| DWG 2000   | AC1015               | AutoCAD 2000, AutoCAD 2000i, AutoCAD 2002                            |
| DWG 2004   | AC1018               | AutoCAD 2004, AutoCAD 2005, AutoCAD 2006                             |
| DWG 2007   | AC1021               | AutoCAD 2007, AutoCAD 2008, AutoCAD 2009                             |
| DWG 2010   | AC1024               | AutoCAD 2010, AutoCAD 2011, AutoCAD 2012                             |
| DWG 2013   | AC1027               | AutoCAD 2013, AutoCAD 2014, AutoCAD 2015, AutoCAD 2016, AutoCAD 2017 |
| DWG 2018   | AC1032               | AutoCAD 2018                                                         |

## Правові питання
13 листопада 2006 компанія Autodesk подала до суду на консорціум Open Design Alliance стверджуючи, що бібліотеки DWGdirect порушують права компанії на торгову марку «Autodesk», тому що записують водяний знак TrustedDWG (що включає слово «AutoCAD») всередину створюваних файлів DWG. Через дев'ять днів адвокати Autodesk отримали тимчасову судову заборону, спрямовану проти відкритого Open Design Alliance. У квітні 2007 року позов було залагоджено, в основному за умовами Autodesk. Зі свого боку Autodesk змінила попередження в AutoCAD 2008 (зробивши його трохи менш тривожним), а Open Design Alliance зі своїх бібліотек DWGdirect вилучив функцію, що записує водяний знак TrustedDWG. Ефект від тимчасової судової заборони і подальшої угоди полягав у тому, що бібліотеки Open Design Alliance втрачали можливість створення файлів DWG 100 % сумісних з AutoCAD.
У 2006 році компанія Autodesk звернулася в реєстраційну палату США з проханням зареєструвати торговельні марки «DWG», «DWG EXTREME», «DWG TRUECONVERT», «REALDWG», «DWGX», «DWG TRUEVIEW», DWG TrueConverter. Раніше 1996 року компанія Autodesk відмовлялася від ексклюзивного використання марки DWG. При цьому за межами своїх застосунків компанія Autodesk володіла тільки торговою маркою TrustedDWG, яка була зареєстрована у Відомстві з патентів і товарних знаків США (USPTO). На марки RealDWG і DWGX претендувала SolidWorks. З реєстрації торговельних марок DWG EXTREME, DWG TrueConvert і DWG TrueView було отримано відмову, причому адвокат відомства також відмовив компанію Autodesk від ексклюзивних прав на DWG.
У травні 2007 року адвокат відомства USPTO відкинув реєстрацію двох марок DWG, тому що вони носять «тільки описовий» («merely descriptive») характер використання DWG як імені формату файлу (треба сказати, що на той момент вердикт не був остаточним). У вересні 2007 року Autodesk заперечила, заявивши, що отримує вигоду від марки DWG згідно з «другим значенням», відмінним від використання її для позначення назви загального формату файлів.
22-го червня 2008 року претензії Autodesk на торговельні марки, пов'язані з DWG, були припинені Відомством з патентів і товарних знаків США (USPTO), очікуючи рішення з питання протистояння Autodesk проти Open Design Alliance і корпорації Dassault Systemes SolidWorks. Офіс USPTO сповістив Autodesk, перерахувавши наступні факти:
- DWG — це формат файлу.
- Претендент не ексклюзивне джерело файлів, збережених у форматі DWG.
- Претендент не контролює використання DWG іншими постачальниками — ні як торговельної марки, ні як імені формату файлу.
- Обговорення не виявило відповідності DWG торгової марки, тому що не виявлено різниці між використанням торгової марки та використанням назви для формату файлу.

У 2006 році компанія Autodesk звернулася в USPTO з приводу зареєстрованої торгової марки DWGGATEWAY, що належить SolidWorks. Потім Autodesk випустила петицію про скасування реєстрації торгової марки DWGeditor, що також належить SolidWorks. В обох випадках докази Autodesk базувалися на тому, що вона використовує назву DWG у своїх САПР програмах з 1983 року. Звернення і процедуру скасування реєстрації стали розглядати як один випадок, а потім і призупинили у зв'язку з позовом компанії Autodesk до компанії SolidWorks через окружний суд США.
На початку 2007 року Autodesk подала прохання в USPTO з приводу скасування торгової марки «OpenDWG», що належить Open Design Alliance. Це прохання також було припинено у зв'язку з позовом компанії Autodesk до компанії SolidWorks через окружний суд США.
У 2008 році компанія Autodesk порушила позов відносно компанії SolidWorks через Американський окружний суд, аргументуючи її тим, що завдяки маркетинговим зусиллям Autodesk термін «DWG» втратив своє початкове значення і отримав інше значення, означаючи приватний формат файлу, що належить компанії Autodesk. У зв'язку з цим будь-яка згадка терміну «DWG» в конкуруючих продуктах прирівнюється до порушення прав на торговельну марку. У січні 2010 року перед самим початком слухань Autodesk і SolidWorks залагодили позов. Відповідно до угоди SolidWorks визнав права Autodesk на торговельну марку DWG, передав свої права, пов'язані з торговою маркою DWG у своїх проектах і відкликав свої позови до компанії Autodesk, пов'язані з реєстрацією торгових марок.
У квітні 2010 року Autodesk і Open Design Alliance налагодили свої позови. Відповідно до угоди Open Design Alliance погодився відкликати реєстрації торговельних марок, пов'язаних з DWG, і припиняє використовувати DWG і пов'язані торгові марки в рекламі і при позиціонуванні своїх продуктів. У цих випадках не було судового рішення, і угоди між сторонами не є обов'язковими до виконання для Відомства з патентів і товарних знаків США (USPTO). У березні 2010 року підрозділ Deputy Commissioner for Trademark Examination Policy при USPTO постановило, що свідчення надані двома роками раніше консорціумом Open Design Alliance були суттєвими і підкріплені розумними доводами для реєстрації DWG як торгової марки. Станом на 15 квітня 2010 USPTO ще не прийняла остаточного рішення, пов'язаного з реєстрацією марки.
У серпні 2010 року Відомство з патентів і товарних знаків США повідомило зовнішню юридичну фірму Autodesk (Wilson Sonsini Goodrich & Rosati), що у них є шість місяців на апеляцію рішення за форматом файлів DWG. В іншому разі буде вважатися, що Autodesk відмовилася від спроб реєстрації DWG. Шестимісячний термін закінчився 24 лютого 2011.

## Специфікації DWG
Специфікація DWG формату від некомерційного консорціуму Open Design Alliance розміщена у відкритому доступі.
Специфікація DWG формату від компанії Autodesk доступна тільки для зареєстрованих і затверджених компанією Autodesk груп розробників.

## Безкоштовні таopen sourceпрограми для перегляду
Існує безкоштовне (Freeware) програмне забезпечення від компанії Autodesk, що дозволяє переглядати файли DWG — DWG TrueView. Включає в себе DWG TrueConvert і будується на тому ж ядрі, що і програмне забезпечення AutoCAD. Безкоштовний додаток Autodesk Design Review дозволяє (крім відкриття файлів DWG) проводити вимірювання та вносити позначки, організовувати листи і відстежувати статус документа.
Також існує безкоштовна програма для перегляду DWG-файлів від компанії Informative Graphics Corporation. Базується на бібліотеках Teigha ™ і дозволяє переглянути файли .dwg, .dxf, .dwf.
Також для перегляду можна використовувати ряд безкоштовних (Freeware) САПР, що безпосередньо підтримують DWG-файли: наприклад, nanoCAD, DraftSight. Ці системи, крім перегляду дозволяють вносити зміни в DWG-файли і роздруковувати їх.
У цей час єдина вільна програма, яка працює з DWG — LibreCAD (CADuntu), але:
- Поки що є лише бета-версії цієї програми.
- Вона дозволяє працювати лише з 2D файлами.
- Основним форматом є DXF

## Програми, які працюють з форматом DWG
- ArchiCAD
- AutoCAD
- Inventor
- Autodesk Revit
- DataCAD
- DraftSight
- IntelliCAD
- ProgeCAD
- MicroStation
- SolidWorks
- VectorWorks
- Bricscad
- ArcGis
- Alibre Design
- ZWCAD
- 3ds MAX
- КОМПАС
- LibreCAD